# Karl-Erik Persson
Karl-Erik Persson, född 21 mars 1941 i Filipstad, död 29 januari 2016 i Ljusnarsberg, Örebro län, var en svensk politiker (vänsterpartist), som var riksdagsledamot 1985–1998 för Örebro läns valkrets.